# Granica jednostronna
Granica jednostronna jest wspólną nazwą dla granicy lewostronnej i prawostronnej. Jeżeli granice lewo- i prawostronna istnieją i są sobie równe, to są one granicą obustronną; twierdzenie odwrotne też jest prawdziwe: jeżeli istnieje granica obustronna to obie granice jednostronne istnieją i są jej równe (o ile punkt, w którym obliczamy granice jest odpowiednio lewostronnym lub prawostronnym punktem skupienia dziedziny funkcji).

## Definicje
Liczba {\displaystyle g} jest granicą lewostronną (odpowiednio: prawostronną) funkcji {\displaystyle f} w lewostronnym (odpowiednio: prawostronnym) punkcie skupienia {\displaystyle x_{0}} dziedziny, co zapisuje się
{\displaystyle f(x)\to g} przy {\displaystyle x\to x_{0}^{-}} (odpowiednio: {\displaystyle f(x)\to g} przy {\displaystyle x\to x_{0}^{+}})
lub
{\displaystyle \lim _{x\to x_{0}^{-}}~f(x)=g} (odpowiednio: {\displaystyle \lim _{x\to x_{0}^{+}}~f(x)=g}),
gdy spełnione są warunki określone w jakiejkolwiek z następujących dwu równoważnych definicji:
definicja Heinego
dla każdego ciągu {\displaystyle (x_{n})} takiego, że dla dowolnego {\displaystyle n\in \mathbb {N} \ x_{n}\in A,\ x_{n}<x_{0}} (odpowiednio: {\displaystyle x_{n}>x_{0}})   oraz {\displaystyle \lim _{n\to \infty }~x_{n}=x_{0},} ciąg wartości funkcji {\displaystyle (f(x_{n}))} dąży do {\displaystyle g} przy {\displaystyle n\to \infty ;}
definicja Cauchy’ego
{\displaystyle \forall _{\varepsilon >0}\;\exists _{\delta >0}\;\forall _{x\in A}\;(x_{0}-\delta <x<x_{0}\implies |f(x)-g|<\varepsilon )} (odpowiednio: {\displaystyle \forall _{\varepsilon >0}\;\exists _{\delta >0}\;\forall _{x\in A}\;(x_{0}<x<x_{0}+\delta \implies |f(x)-g|<\varepsilon )}).
Jeśli w punkcie x0 funkcja f ma nieskończoną granicę jednostronną, to prosta x = x0 nazywa się asymptotą pionową funkcji f.